# AxeWound
AxeWound ist eine britisch-kanadische Metalcore-Supergruppe, die 2012 als Nebenprojekt des Bullet-for-My-Valentine-Sängers Matthew Tuck gegründet wurde. Neben Tuck besteht die Band aus Liam Cormier von Cancer Bats, Mike Kingswood von Glamour of the Kill, Joe Copcutt von Rise to Remain sowie Jason Bowld von Pitchshifter.

## Geschichte
Die Band wurde offiziell am 1. Mai 2012 im britischen BBC Radio 1 vorgestellt. Die dort präsentierte Single "Post Apocalyptic Party" wurde kostenlos zum Download angeboten. Noch am selben Tag wurde bekannt gegeben, dass die Band Co-Headliner der Pepsi Max-Bühne des Download-Festival 2012 sein wird. Anschließend wurden weitere Tourdaten für Europa veröffentlicht, wie unter anderem Auftritte bei den Rock am Ring und Rock im Park Musikfestivals.
Am 1. Oktober erschien ihr Debütalbum Vultures über Search and Destroy Records, einem Tochterunternehmen von Sony Music.
Im August 2013 gab die Band bekannt, dass sie mit der Arbeit an ihrem zweiten Studioalbum begonnen haben.

## Diskografie

### Alben
- 2012: Vultures

### Singles
- 2012: Post Apocalyptic Party
- 2012: Cold
- 2012: Exorchrist

### Musikvideos
- 2012: Cold
- 2012: Exorchrist